# Ramūnas Šiškauskas
Ramūnas Šiškauskas (ur. 10 września 1978 w Koszedarach) – litewski koszykarz, obrońca, mistrz Euroligi, mistrz Europy, brązowy medalista olimpijski, wielokrotny MVP w rozmaitych ligach.

## Osiągnięcia
Klubowe
- Mistrz[1]:
  - Euroligi (2007, 2008)
  - ligi VTB (2012)
  - NEBL (Liga Północno-Europejska – 2002)
  - Litwy (2000, 2002)
  - Rosji (2008–2012)
  - Włoch (2006)
  - Grecji (2007)
- Zdobywca Pucharu[1]:
  - Włoch (2005)
  - Grecji (2007)
  - Rosji (2010)
- Uczestnik rozgrywek:
  - Pucharu Saporty (1999, 2000, 2002)[2]
  - Suproligi (2001)[2]

Indywidualne
- MVP[1]:
  - Euroligi (2008)
  - finałów ligi:
    - litewskiej (2001)
    - ligi włoskiej (2006)

  - play-off ligi VTB (2009)
  - ligi:
    - rosyjskiej (2008)
    - litewskiej (2001, 2002)
- Zaliczony do:
  - I składu[1]:
    - Euroligi (2008)
    - ligi greckiej (2007)

  - II składu:
    - Euroligi (2007, 2009, 2010)
    - rosyjskiej ligi PBL (2011)

  - składu Euroleague 2001-10 All-Decade Team (2010)[3]
- Laureat nagrody – Euroleague Basketball Legend (2014)[3]
- Uczestnik[1]:
  - litewskiego All-Star Game (2001–2004)
  - włoskiego All-Star Game (2005)
  - greckiego All-Star Game (2007)
  - rosyjskiego All-Star Game (2011)
- Lider ligi litewskiej w skuteczności rzutów wolnych (2004)[1]
- Zawodnik Roku All-Europe (2008)
- Sportowiec Roku na Litwie (2007)

Reprezentacja
- Mistrz Europy (2003)[1]
- Brązowy medalista[1]:
  - olimpijski (2000)
  - mistrzostw Europy (2007)
- Uczestnik[2]:
  - igrzysk olimpijskich (2000, 2004  – 4. miejsce, 2008  – 4. miejsce)
  - mistrzostw Europy (1999 – 5. miejsce, 2001 – 9. miejsce, 2003, 2005 – 5. miejsce, 2007)
  - mistrzostw Europy U–22 (1998 – 8. miejsce)[1]
- Zaliczony do składu Eurobasket All-Tournament Team (2007)[1]
- Lider Eurobasketu w przechwytach (2001)